# Санджактепе
Санджактепе (тур. Sancaktepe) — район провинции Стамбул (Турция). Расположен в анатолийской (азиатской) части города. Разделяется на 20 округов (mahalle) и одну деревню (köy). Административный центр района находится в округе Сарыгази. Сарыгази и соседний Енидоган образуют также деловой и торговый центр.

## История
Район Санджактепе был образован 22 марта 2008 года путём разделения района Умрание.